# Héro et Léandre (Holmès)
Pour les articles homonymes, voir Héro et Léandre (homonymie).
Héro et Léandre est un opéra en un acte d'Augusta Holmès composé entre 1874 et 1875.

## Contexte historique
Augusta Holmès compose Héro et Léandre entre 1874 et 1875. Elle en écrit elle-même l'argument.

## Résumé
Dans la première scène, on trouve notamment le chœur des prêtresses de Vénus.

## Critiques
Héro et Léandre est un opéra resté inédit, qui n'a probablement jamais été joué du vivant de la compositrice. Une interprétation chez elle aurait éventuellement eu lieu en 1874 environ, selon Arthur Pougin. Une représentation aurait cependant eu lieu au Théâtre du Châtelet en 1874. L'auteur souligne notamment les « tendances wagnériennes » de cet opéra qu'il appelle plutôt symphonie,.